# 계백로 (부여군)
계백로(Gyebaek-ro)는 충청남도 부여군 규암면 규암삼거리에서 부여군 부여읍 동부농협 사거리를 잇는 도로이다

## 주요 경유지
충청남도
- 부여군 (규암면 . 부여읍)

## 노선
| 이름           | 접속 노선     | 소재지        | 소재지        | 비고          |
| 흥수로와 직결  | 흥수로와 직결 | 흥수로와 직결 | 흥수로와 직결 | 흥수로와 직결 |
| -------------- | ------------- | ------------- | ------------- | ------------- |
| 규암사거리     | 충절로        | 부여군        | 규암면        |               |
| (이름없음)     | 백제문로      | 부여군        | 규암면        |               |
| 백제교         |               | 부여군        | 규암면        |               |
|                | 부여읍        | 부여군        |               |               |
| 백강 교차로    | 성왕로        | 부여군        |               |               |
| 군청로거리     | 사비로        | 부여군        |               |               |
| 궁남오거리     | 궁남로        | 부여군        |               |               |
| 동부농협사거리 | 성왕로        | 부여군        |               |               |

## 주요 시설및 건물
- 부여소방서 (계백로 17/외리 212)
- 규암면행정복지센터 (계백로 39/규암리 산 12-1)
- 농협 규암농협 본점 (계백로 68/규암리 113-3)
- CU 부여규암점 (계백로 84/규암리 119-7)
- 건양대학교 부여병원 (계백로 200/동남리 597-8)
- 타이어뱅크 서부여점 (계백로 205/동남리 537)
- 현대자동차 백마대리점 (계백로 237/동남리 521-7)
- 한국국토정보공사 부여지사 (계백로 251/동남리 229-1)
- 부여군청제2청사 (계백로 266/동남리 765-4)
- CU 부여동남점 (계백로 300/동남리 640)
- 백제초등학교 (계백로 321/동남리 421)
- 기아오토큐 부여점 (계백로 374/동남리 1-8)
- 르노코리아자동차 르노코리아자동차 서비스코너 부여점 (계백로 406/쌍북리 737-1)